# انعطاف‌پذیری (شبکه‌های کامپیوتری)
در شبکه‌های رایانه‌ای، انعطاف‌پذیری به معنای توانایی «ارائه و حفظ سطح قابل‌قبولی از خدمات در مواجهه با خطاها و چالش‌هایی که برای عملکرد عادی پیش می‌آید» است. تهدیدها و چالش‌ها برای خدمات می‌تواند از مشکلات کوچکی مانند تنظیمات نادرست، تا بلایای طبیعی و فجایع بزرگ یا حملات هدفمند، متفاوت باشد. بنابراین، انعطاف‌پذیری شبکه طیف گسترده‌ای از موضوعات را در بر می‌گیرد. به منظور افزایش انعطاف‌پذیری یک شبکهٔ ارتباطی معین، باید چالش‌ها و خطرات احتمالی را مشخص کرده و معیارهای انعطاف‌پذیری لازم را برای محافظت از این سرویس تعریف کرد.
اهمیت انعطاف‌پذیری شبکه به‌طور مداوم در حال افزایش است، زیرا شبکه‌های ارتباطی در حال تبدیل شدن به یک مؤلفهٔ اساسی در عملکرد زیرساخت‌های مهم هستند. در نتیجه، تلاش‌های اخیر، روی تفسیر و بهبود شبکه و محاسبهٔ میزان انعطاف‌پذیری مربوط به زیرساخت‌های حیاتی تمرکز داشته‌اند.

## مقالات مرتبط
- تحمل خطا